# Li Bingjie
Li Bingjie (3 de març de 2002) és una nedadora xinesa. Va competir al Campionat del Món de Natació de 2017, guanyant dues medalles de plata i una medalla de bronze.
Als Jocs Asiàtics de 2018 a Jakarta, Li va guanyar el seu primer títol en els 200 metres lliures, amb un temps de 1:56,74.